# Rudolf Presber
Hermann Otto Rudolf Presber, född den 4 juli 1868 i Frankfurt, död den 30 september 1935 i Potsdam, var en tysk författare. 
Presber studerade filosofi i Freiburg och Heidelberg, blev journalist och redaktör bland annat av Ueber Land und Meer. Han var en mycket produktiv lyriker, novellist och dramatiker. Bland hans många böcker kan nämnas diktsamlingen Aus dem Lande der Liebe (1901), skisserna Von Leutchen, die ich lieb gewann (1905), de samlade novellerna Von Torheit und Freude (1909), dramerna Der Schatten och Der Schuss samt komedin Der Vikomte. Presber utgav 1928 sina ungdomserinringar.